# Піщана змія свистяча
Змія піщана свистяча (Psammophis sibilans) — отруйна змія з роду піщана змія (Psammophis) родини піщаних змій (Psammophiidae).

## Опис
Загальна довжина сягає 2,2 м. Голова вузька, загострена, слабко відмежована від шиї. Тулуб довгий. Очі великі, зіниці круглі. Лобовий щиток довгий й вузький. Верхня поверхня голови вкрита великими симетричними щитками. Забарвлення вкрай мінливе. Буває світло-сірим, оливковим, жовто-коричневим, червонуватим, темно-коричневим. Голова зверху однокольорна, без малюнка або зі слабко вираженим візерунком з темних плям. Спереду й позаду очей помітні вузькі білі зони.
На тулубі присутні три світлі поздовжні смуги, що тягнуться від шиї до хвоста. Одна, часто переривчаста або взагалі зникає, по хребту, і 2 з боків тулуба. Простір поміж смугами буває вкритий темним крапом або сітчастим малюнком, утвореним темними краями лусок. Зустрічаються й однотонно забарвлені особини.

## Спосіб життя
Полюбляє степи, порослі травою схили пагорбів, кам'янисті савани з чагарниковою рослинністю, оази, місцини поблизу води. Досить часто зустрічається в антропогенних ландшафтах: на полях, у садах, населених пунктах, іноді поселяється навіть у будинках. Уникає посушливих пустельних місць. Харчується дрібними хребетними, для яких її отрута досить ефективна. Хапає здобич щелепами й тримає до тих пір, поки вона не перестає рухатися. Більш великих тварин душить кільцями тулуба, подібно полозам. Основу раціону складають ящірки, у більш зволожених місцях — жаби, пташенята, гризуни, змії.
Це яйцекладна змія. Самиця відкладає 10—15 яєць.

## Розповсюдження
Мешкає у центральній та північно-східній частинах Африки.